# Chor'kovo
Chor'kovo (in lingua russa Хорьково) è una città situata in Russia, nell'Oblast' di Arcangelo, più precisamente nel Primorskij rajon.